# Wellwater Conspiracy
Wellwater Conspiracy es una banda de garage rock psicodélico formada en Seattle, Washington en 1993. La formación original de la banda incluía a Matt Cameron en batería y voces, John McBain en guitarra y Ben Shepherd en voces.
Originalmente, la banda surgió como un proyecto paralelo de Matt Cameron y Ben Shepherd de otra banda paralela, Hater. 

## Discografía
Discos de estudio
| Año  | Detalles |
| ---- | --- |
| 1997 | Declaration of Conformity - Fecha de lanzamiento: 17 de junio de 1997 - Discográfica: Third Gear - Formato: CD, LP                       |
| 1999 | Brotherhood of Electric: Operational Directives - Fecha de lanzamiento: 9 de febrero de 1999 - Discográfica: Time Bomb - Formato: CD, LP |
| 2001 | The Scroll and Its Combinations - Fecha de lanzamiento: 22 de mayo de 2001 - Discográfica: TVT - Formato: CD                             |
| 2003 | Wellwater Conspiracy - Fecha de lanzamiento: 9 de septiembre de 2003 - Discográfica: Megaforce - Formato: CD, LP                         |

- Datos: Q978485